# Leonardo Cauteruchi
Leonardo Pablo Cauteruchi (Mar del Plata, 4 maggio 1973) è un ex calciatore argentino, di ruolo portiere.

## Carriera
Ha giocato nella prima divisione argentina (11 presenze) ed in quella cilena (161 presenze).
In carriera ha giocato complessivamente anche 5 partite in Coppa Libertadores e 4 partite in Coppa Sudamericana.